# Primera División (Chile) 1957
Die Primera División 1957, auch unter dem Namen 1957 Campeonato Nacional de Fútbol Profesional bekannt, war die 25. Saison der Primera División, der höchsten Spielklasse im Fußball in Chile.
Die Meisterschaft gewann das Team von Audax Italiano. Es war der vierte Meisterschaftstitel für den Klub.

## Modus
Die Teams spielen jeder gegen jeden mit Hin- und Rückspiel. Sieger ist die Mannschaft mit den meisten Punkten. Bei Punktgleichheit entscheidet das Torverhältnis. Sind die besten Teams um die Meisterschaft punktgleich, so gibt es ein Entscheidungsspiel. Der Tabellenletzte steigt in die Segunda División ab, bei Punktgleichheit entscheidet ein Relegationsspiel.

## Teilnehmer
Die ersten dreizehn Teams der Vorsaison nahmen auch wieder in dieser Saison teil. Aufsteiger aus der zweiten Liga ist Universidad Católica, das das Entscheidungsspiel gegen Deportes La Serena mit 3:2 für sich entscheiden konnte. Zehn Teams kommen aus der Hauptstadt Santiago, dazu spielen die Santiago Wanderers aus Valparaíso, Everton aus Viña del Mar, Rangers de Talca aus Talca und San Luis aus Quillota in der Liga.

## Tabelle
| Pl.                       | Verein                   | Sp. | S  | U  | N  | Tore    | Diff. | Punkte |
| ------------------------- | ------------------------ | --- | -- | -- | -- | ------- | ----- | ------ |
| 1.                        | Audax Italiano           | 26  | 15 | 4  | 7  | 051:420 | +9    | 34     |
| 2.                        | Universidad de Chile     | 26  | 10 | 11 | 5  | 051:410 | +10   | 31     |
| 3.                        | CD Palestino             | 26  | 11 | 6  | 9  | 068:590 | +9    | 28     |
| 4.                        | Santiago Wanderers       | 26  | 11 | 5  | 10 | 043:370 | +6    | 27     |
| 5.                        | Unión Española           | 26  | 11 | 4  | 11 | 054:490 | +5    | 26     |
| 6.                        | Rangers de Talca         | 26  | 11 | 4  | 11 | 035:370 | −2    | 26     |
| 7.                        | Everton                  | 26  | 12 | 2  | 12 | 049:620 | −13   | 26     |
| 8.                        | CSD Colo-Colo (M)        | 26  | 10 | 5  | 11 | 060:530 | +7    | 25     |
| 9.                        | CD Magallanes            | 26  | 10 | 5  | 11 | 043:580 | −15   | 25     |
| 10.                       | CD Green Cross           | 26  | 8  | 7  | 11 | 058:580 | ±0    | 23     |
| 11.                       | Ferrobadminton           | 26  | 8  | 5  | 13 | 040:400 | ±0    | 21     |
| 12.                       | O’Higgins                | 26  | 7  | 7  | 12 | 034:470 | −13   | 21     |
| 13.                       | Universidad Católica (N) | 26  | 8  | 5  | 13 | 035:490 | −14   | 21     |
| 14.                       | San Luis (1)             | 26  | 12 | 6  | 8  | 042:360 | +6    | 17     |
| Quelle: , Stand: Endstand |                          |     |    |    |    |         |       |        |

Anmerkungen:

## Abstiegstabelle
| Pl. | Verein                   | Sp. | S | U | N | Tore    | Diff. | Punkte |
| --- | ------------------------ | --- | - | - | - | ------- | ----- | ------ |
| 1.  | O’Higgins                | 2   | 1 | 0 | 1 | 004:300 | +1    | 02     |
| 2.  | Ferrobadminton           | 2   | 1 | 0 | 1 | 001:100 | ±0    | 02     |
| 3.  | Universidad Católica (N) | 2   | 1 | 0 | 1 | 003:400 | −1    | 02     |

Damit wäre Universidad Católica direkt wieder abgestiegen, allerdings wurden San Luis nach Ausspielen der Relegation 13 Punkte abgezogen, so dass San Luis anstelle von Universidad Católica abstieg.

## Beste Torschützen
| Rang | Spieler         | Klub           | Tore |
| ---- | --------------- | -------------- | ---- |
| 1    | Gustavo Albella | CD Green Cross | 27   |